# Switjas-See
Der Switjas-See (ukrainisch Сві́тязь Svitjaz') in der Ukraine ist ein durchschnittlich 6,3 m tiefer See in Wolhynien. Mit einer Länge von 7,8 km und einer Breite von bis zu 4,1 km beträgt die Fläche ca. 27 km². Der See ist an seiner tiefsten Stelle 58,4 m tief und damit der tiefste See in der Ukraine. Er ist der Hauptsee der aus 24 Seen bestehenden Schazker Seen (ukrainisch Шацькі озера).
Der Switjas-See liegt in der Oblast Wolyn im Nordwesten der Ukraine inmitten des Nationalparks Schazk. Dieses Gebiet ist in ökologischer Beziehung bekannt als das schönste und sauberste Gebiet der Ukraine und ist seit November 1995 ein international bedeutendes und schützenswertes Feuchtgebiet nach der Ramsar-Konvention zum Schutz von Feuchtgebieten.
In der Mitte des Sees befindet sich eine bewaldete Insel mit ca. 7 ha Fläche.